# Agnieszka Pencherkiewicz
Agnieszka Pencherkiewicz (ur. 29 lipca 1991 roku w Koszalinie) – polska piłkarka, grająca na pozycji obrońcy.
Swoją karierę piłkarską rozpoczęła w 2007 roku, kiedy trafiła do UKS Victorii SP 2 Sianów. Latem 2010 roku przeszła do RTP Unii Racibórz, z którą w sezonie 2010/2011 zdobyła mistrzostwo oraz Puchar Polski. Następnie latem 2011 roku przeszła do drużyny KKP Bydgoszcz. W zespole z Bydgoszczy rozegrała wszystkie spotkania sezonu 2011/2012, jednak na skutek odniesionej kontuzji w rundzie jesiennej kolejnego sezonu zagrała tylko 20 minut w meczu 1/8 finału Pucharu Polski. Na początku 2013 roku sztab szkoleniowy zadecydował o przesunięciu zawodniczki do drużyny rezerw, po czym ta ogłosiła zakończenie kariery piłkarskiej. Piłkarka ma na swym koncie także występy w reprezentacji Polski do lat 19.